# Bogdan Reichenberg
Bogdan Reichenberg, slovenski arhitekt, * 10. februar 1948, Maribor, † 3. november 2016.

## Priznanja in odlikovanja
Leta 1980 je prejel nagrado Prešernovega sklada »za ureditev spominskih obeležij na Duhu na Ostrem vrhu«.